# Bouzy

Bouzy este o comună în departamentul Marne, Franța. În 2009 avea o populație de 947 de locuitori.